# Ar-Russafí
Abu-Abd-Al·lah Muhàmnmad ibn Ghàlib ar-Russafí al-Balansí (àrab: أبو عبد الله محمد بن غالب الرصافي البلنسي, Abū ʿAbd Allāh Muḥammad b. Ḡālib ar-Ruṣāfī al-Balansī), més conegut senzillament com a ar-Russafí (mort en 1177), fou un notable poeta andalusí valencià d'origen àrab, nascut a Russafa, prop de València.
No se sap gran cosa de la seva vida. Va viure a València de jove i hauria mort abans de fer els 40 anys. El seu diwan es va perdre i alguns poemes reconstruïts, publicats el 1960, són incomplets.